# Timo Kielich
Timo Kielich, né le 5 août 1999 à Alken, est un coureur cycliste belge, membre de l'équipe Alpecin-Fenix. Spécialiste du cyclo-cross, il court également sur route et en VTT.

## Biographie
Timo Kielich est dans un premier temps un spécialiste du VTT. En 2016, il devient champion de Belgique de cross-country VTT juniors (moins de 19 ans). En fin d'année, il est médaillé de bronze du championnat d'Europe de cyclo-cross juniors. En début d'année 2017, il est troisième du championnat de Belgique de cyclo-cross juniors et obtient sa sélection pour les mondiaux. Lors de ceux-ci, il se classe septième après avoir dû renoncer à la lutte pour le podium en raison de chutes sur un parcours rendu glissant par la pluie.
En 2018 et 2019, il est  champion de Belgique de cross-country VTT espoirs (moins de 23 ans). En janvier 2019, il est également champion de Belgique de cyclo-cross espoirs. Lors de la saison de cyclo-cross 2019-2020, il gagne le classement général du Trophée des AP Assurances espoirs sans remporter de manches. Il est également vice-champion d'Europe de cyclo-cross espoirs derrière le Français Mickaël Crispin, à Silvelle, en Italie.
En août 2020, il est pris comme stagiaire au sein de l'équipe Alpecin-Fenix. Le 20 septembre, il se classe neuvième du Grand Prix d'Isbergues. Il rejoint en 2021 l'équipe Alpecin-Fenix Development. Le 30 janvier de la même année, il décroche la médaille de bronze au championnat du monde de cyclo-cross espoirs, il s'agit de sa première médaille sur un championnat du monde. Il obtient ensuite des bons résultats sur route. Il se classe notamment quatrième du Tour d'Eure-et-Loir, puis troisième du Tour de Bulgarie, où il remporte la dernière étape au sprint.
En juillet 2023, il gagne au sprint la 3e étape du Tour de Wallonie à Mont-Saint-Guibert et remporte le maillot jaune du vainqueur du classement par points de ce Tour.
En 2024, il remporte le Volta Limburg Classic et termine 5e du Samyn, il réalise également deux podiums sur les 4e et 5e étapes du Tour de Wallonie.

## Palmarès en cyclo-cross
- 2016-2017
  -  Médaillé de bronze du championnat d'Europe de cyclo-cross juniors
  - 3e du championnat de Belgique de cyclo-cross juniors
  - 7e du championnat du monde de cyclo-cross juniors
  - 8e de la Coupe du monde juniors
- 2017-2018
  - 10e du championnat du monde de cyclo-cross espoirs
- 2018-2019
  -  Champion de Belgique de cyclo-cross espoirs
  - Trophée des AP Assurances #3 espoirs, Flandriencross
  - 7e du Superprestige espoirs
  - 8e du Trophée des AP Assurances espoirs
- 2019-2020
  - Classement général du Trophée des AP Assurances espoirs
  -  Médaillé d'argent du championnat d'Europe de cyclo-cross espoirs
  - 5e du Superprestige espoirs
  - 7e de la Coupe du monde espoirs
- 2020-2021
  -  Médaillé de bronze du championnat du monde de cyclo-cross espoirs

## Palmarès sur route

### Par années
- 2021
  - 5e étape du Tour de Bulgarie
  - 3e  du Tour de Bulgarie
- 2022
  - Course de Solidarność et des champions olympiques : 
    - Classement général
    - 3e étape

  - 4e étape du Tour du Brabant flamand
  - 2e du Tour du Brabant flamand
- 2023
  - 1re et 2e étapes du Tour de Haute-Autriche
  - 3e étape du Tour de Wallonie
  - 2e de l'Antwerp Port Epic
  - 3e du Grand Prix de Denain
  - 3e du Circuit de Wallonie
- 2024
  - Volta NXT Classic
- 2025
  - Antwerp Port Epic

### Résultats sur les grands tours

#### Tour d'Italie
2 participations
- 2024 : 111e
- 2025 : 86e

### Classements mondiaux
| Année                                 | 2020  | 2021 | 2022 | 2023 | 2024 |
| ------------------------------------- | ----- | ---- | ---- | ---- | ---- |
| Classement mondial                    | 1012e | 843e | 468e | 181e | 402e |
| UCI Europe Tour                       | 787e  | 649e | 374e | nc   | nc   |
|                                       |       |      |      |      |      |
| Légende : nc = non classéSource : UCI |       |      |      |      |      |

## Palmarès en VTT
- 2016
  -  Champion de Belgique de cross-country juniors
- 2018
  -  Champion de Belgique de cross-country espoirs
- 2019
  -  Champion de Belgique de cross-country espoirs
- 2020
  -  Champion de Belgique de cross-country marathon